# Pristimantis ventrimarmoratus
Pristimantis ventrimarmoratus es una especie de anfibio anuro de la familia Craugastoridae.

## Distribución
Esta especie habita hasta los 1 700 m de altitud en la cuenca superior del Amazonas:
- en el este de Ecuador;
- en el este de Perú;
- en el este de Bolivia.[4]

Su presencia es incierta en Brasil.

## Descripción
El holotipo mide 37 mm.

## Publicación original
- Boulenger, 1912 : Descriptions of new Batrachians from the Andes of South America, preserved in the British Museum. Annals and Magazine of Natural History, sér. 8, vol. 10, p. 185-191[5]